# فهرست مستملکات نروژ
این فهرستی از مستملکات فعلی و سابق سرزمینی پادشاهی نروژ است.

## قلمروهای کنونی فرادریایی
مناطق یکپارچه نروژ که ثبت نشده اند:
- سوالبار (از جمله جزیره خرس)، در قطب شمال، بخشی از نروژ از سال ۱۹۲۰.
- یان ماین، در قطب شمال، بخشی از نروژ از سال ۱۹۲۹.

سوالبارد با جزیره خرس مشمول مقررات معاهده سوالبارد هستند. سوالبارد و یان ماین گاهی برای مقاصد دسته‌بندی با هم گروه‌بندی می‌شوند.

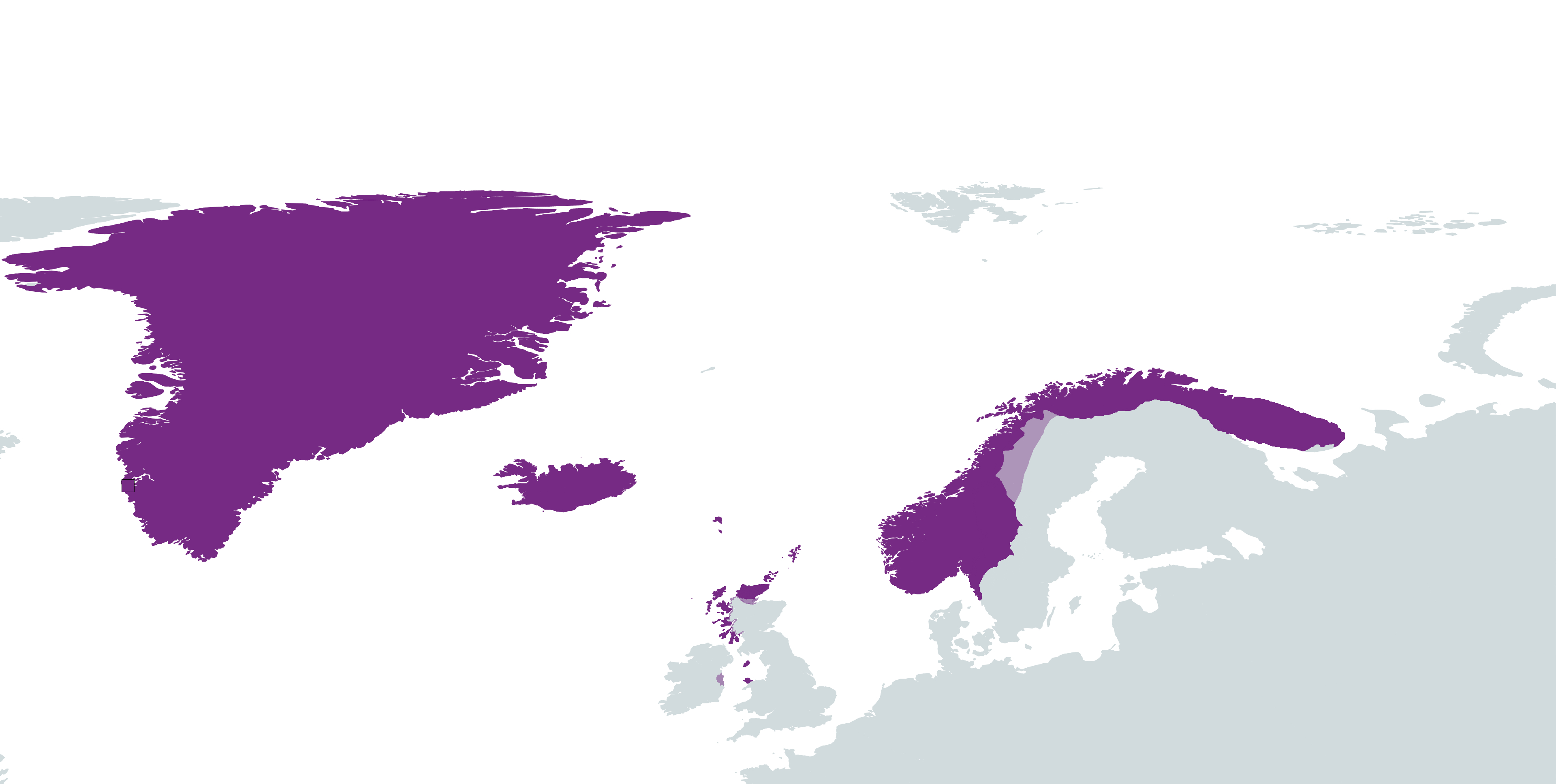
پادشاهی نروژ در بیشترین حد خود در حدود ۱۲۶۵

وابستگی‌های کنونی نروژ همگی در منطقه قطب جنوبی هستند:
- جزیره پیتر اول، در قطب جنوب و اقیانوس جنوبی، از سال ۱۹۲۹ در اختیار
- جزیره بووه، در زیر قطب جنوب و اقیانوس اطلس جنوبی، از سال ۱۹۳۰ در اختیار
- سرزمین ملکه مود، در قطب جنوب، از سال ۱۹۳۹ در اختیار

### نقشه

موقعیت نروژ و قلمروهای ماوراء بحار آن

## وابستگی‌ها و وطن‌های سابق

پادشاهی نروژ و برخی از مناطق فرادریایی فعلی آن

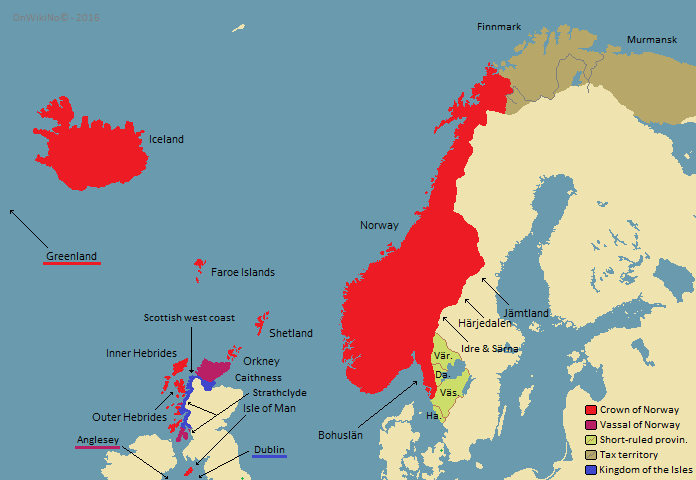
پادشاهی نروژ (۸۷۲–۱۳۹۷) با میهن، وابستگی‌ها و مستملکاتش

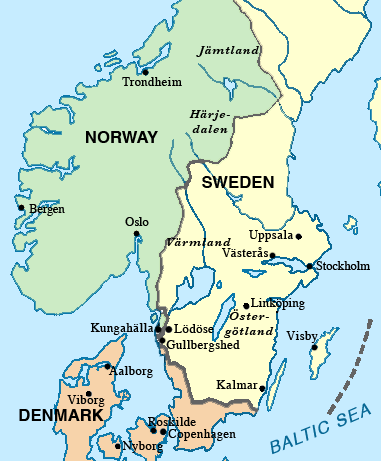
پادشاهی نروژ و میهن سابق آن قبل از ۱۶۴۵

به اصطلاح نروژ بزرگ شامل این اجزا می‌شود:

### وابستگی‌های واگذار شده به اسکاتلند (فاز اول)
- هبریدها که از سالهای ۷۰۰ تا ۱۱۰۰ مستعمره شدند و بخشی از ارل نشین بودند، از سالهای ۱۱۰۰ تا ۱۲۶۶ وابسته به تاج و تخت بودند که توسط معاهده پرث واگذار شد.[۱]
- انسان، مستعمره از ۸۵۰ تا ۱۱۵۲، بخشی از یک ارل نشین، وابسته به تاج از ۱۱۵۲ تا ۱۲۶۶، که توسط معاهده پرث واگذار شد.
- اورکنی، مستعمره از ۸۰۰ تا ۸۷۵، ارل نشین از ۸۷۵ تا ۱۱۰۰، وابستگی تاج از ۱۱۹۴ تا ۱۴۷۰، تعهد کریستین اول.[۲]
- شتلند، مستعمره از ۷۰۰ تا ۹۰۰، ارل نشین از ۹۰۰ تا ۱۱۹۵، وابستگی تاج از ۱۱۹۵ تا ۱۴۷۰، تعهد کریستین I.[۳]

#### خراجگزاران
- کیثنس و سلطه ساترلند از[نیازمند شفاف‌سازی] تا 1266.[۴][۵]

### میهن‌های ملی واگذار شده به سوئد (مرحله دوم)
- بوهوسلن، از 800s تا ۱۵۲۳ یکپارچه، دوباره از ۱۵۳۲ تا ۱۶۵۸، توسط معاهده Roskilde واگذار شد.[۶]
- Idre و Särna، از 800s تا ۱۶۴۵ یکپارچه شده، توسط پیمان دوم برومسبرو واگذار شد، مرز به‌طور رسمی تا سال ۱۷۵۱ مشخص نشد[۷]
- یمتلاند، که از سال ۱۱۰۰ تا ۱۶۴۵ یکپارچه شد، معاهده دوم برومسبرو را واگذار کرد.[۳][۸]
- هریدالن، از سال‌های ۱۲۰۰ تا ۱۵۶۳، دوباره از ۱۵۷۰ تا ۱۶۴۵، با معاهده دوم برومسبرو واگذار شد.[۹]

#### موجودیت اولیه
- ورملند، از اوایل دهه ۸۲۰ (پیش از اتحاد) تا حدود ۱۰۰۰، قبل از ادغام در سوئد.[۱۰][۱۱]

### وابستگی‌های واگذار شده به دانمارک (مرحله سوم)
- جزایر فارو، مستقر و مستعمره قبل از ۱۰۳۵ و وابستگی‌های سلطنتی از ۱۰۳۵ تا ۱۸۱۴، که توسط معاهده کیل واگذار شد.[۳]
- گرینلند، مستعمره قبل از ۱۲۶۱ و وابستگی تاج از ۱۲۶۱ تا ۱۸۱۴، توسط معاهده کیل واگذار شد.[۳]
- ایسلند، مستقر و مستعمره قبل از ۱۲۶۲ و وابستگی‌های سلطنتی از ۱۲۶۲ تا ۱۸۱۴، که توسط معاهده کیل در سال ۱۸۱۴ واگذار شد.[۳]

#### پرونده گرینلند شرقی
- سرزمین اریک سرخ، ساحل شمال شرقی گرینلند، از سال ۱۹۳۱ (۲۷ ژوئن) و ضمیمه (۱۰ ژوئیه) تا زمانی که با تصمیم دادگاه در سال ۱۹۳۳ به دانمارک اعطا شد، مدعی شد.[۱۲][۱۳]

### مناطق مختصراً تحت حاکمیت

#### میهن ولزی
- انگلسی، وابسته به تاج از ۱۰۹۸ تا ۱۰۹۹، به دلیل عدم وجود شهرک به پادشاهی گوینز بازگشت.

#### میهن دانمارکی
- کونگزبککا، واربره و فلکنبی، هالند شمالی [sv] تاریخی، بخشی از پادشاهی از ۱۲۸۷ تا 1305.[۱۴][۱۵]

#### میهن سوئدی
- وستریوتلاند، دالسلاند و ورملاند، بخشی از پادشاهی از ۱۳۷۴ تا ۱۳۸۰.

## سیادت ها- دوبلین و مان
- مان و جزایر، تحت سیادت نروژ.[۱۶]
- پادشاهی دوبلین، اسماً تحت سیادت نروژ.[۱۶]